# Germinal (mês)

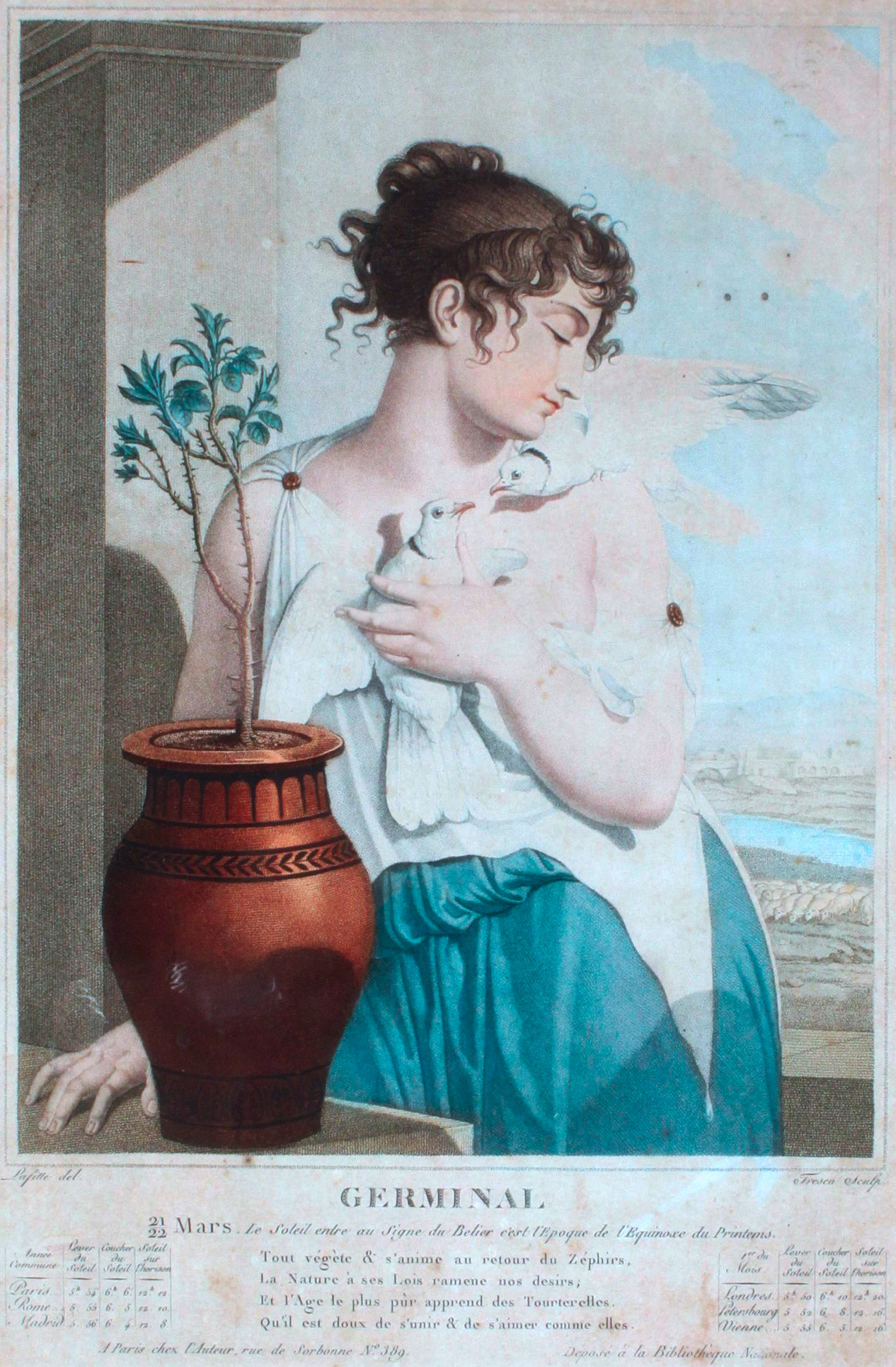
Alegoria do Germinal

Germinal (germinal em francês) era o sétimo mês do Calendário Revolucionário Francês que esteve em vigor na França de 22 de setembro de 1792 a 31 de dezembro de 1805.
O germinal correspondia geralmente ao período compreendido entre 21 de março e 19 de abril do calendário gregoriano; recobrindo, aproximadamente, o período durante o qual o sol atravessa a constelação zodiacal de Áries.
O nome se deve à "fermentação e ao desenvolvimento da seiva de março a abril", de acordo com os termos do relatório apresentado à Convenção em 3 brumário do ano II (24 de outubro de 1793) por Fabre d'Églantine, em nome da "comissão encarregada da confecção do calendário".